# ラディア・イェロシナ
ラディア・イェロシナ（Radya Nikolayevna Yeroshina、ロシア語: Радья Николаевна Ерошина、1930年9月17日 - 2012年9月23日）はソビエト連邦ヴォート自治州（現在のウドムルト共和国）イジェフスク出身の元クロスカントリースキー選手。1950年代から1960年代にかけて活躍した。

## プロフィール
1956年のコルティナダンペッツォオリンピックでは10kmとリレーで銀メダルを獲得、1958年ノルディックスキー世界選手権では10kmで4位、リレーで金メダルを獲得した。同年のホルメンコーレンスキー大会10kmでも優勝した。
1960年スコーバレーオリンピックでリレー銀メダル、10km銅メダルを獲得、1962年ノルディックスキー世界選手権10kmで銅メダルを獲得した。
ソビエト連邦選手権では4個タイトルを獲得した。